# 山佐Digiシリーズ
山佐Digiシリーズ（やまさでじシリーズ）はパチスロメーカー山佐が販売したパチスロ機のゲームソフトのタイトル。過去には「ヤマサエンタテイメント」が制作・販売していたが、現在は山佐許諾のもと、エピクロスが制作、ビットウェイが販売を行っている。

## 概要
同社でリリースされたパチスロを家庭用ゲーム機及びパソコンへ移植し、様々なシミュレーションが出来るゲームである。
発売時期、プラットホームによってタイトルが異なる。
- 山佐Digiワールド - PS/PS2/PS3
- 山佐Digiガイド - PS
- 山佐Digiセレクション - PS
- 山佐Digiポータブル - PSP
- 山佐Digiライト - PC

## 家庭用ゲーム機

### PlayStation用ソフト
- 「山佐Digiガイド ニューパルサー/ニューパルサーR」 - 2000年10月5日*
- 「山佐Digiガイド ハイパーラッシュ」 - 2000年10月5日
- 「山佐Digiガイド M771」 - 2000年11月15日
- 「山佐Digiガイド 梅花月R」 - 2000年12月21日
- 「山佐Digiガイド ファウスト」 - 2001年1月28日
- 「山佐Digiワールド テトラマスター」 - 2001年5月24日

ニューパルサーT ・ 銀シャリ ・ ファウスト ・ 梅花月R ・ M771 ・ ハイパーラッシュ ・ アラベスクR

コングダム ・ オイチョカバX ・ シーマスターX
- 「山佐Digiセレクション」 - 2002年4月25日

ナイツ ・ スーパーピカゴロウR ・ スーパーリノ
- 「山佐Digiセレクション2」 - 2002年11月28日

キングパルサー ・ パニックザウルス ・ カンフーレツデン　・リノV

### PlayStation 2用ソフト
- 「山佐Digiワールド2 LCDエディション」 - 2003年1月24日

タイムクロスA ・ キュロゴス ・ トリガーゾーン
- 「山佐DigiワールドSP 海一番R」 - 2003年5月1日
- 「山佐Digiワールド3」 - 2003年7月25日

タイムパーク ・ キングパルサー ・ サイバードラゴン
- 「山佐DigiワールドSP ネオプラネットXX」 - 2003年9月26日
- 「山佐Digiワールド4」 - 2003年9月26日

ペンギンパラダイス ・ クレイジーシャーマンR ・ ザクザク千両箱R ・ デストロイヤーXX ・ キングパルサー
- 「山佐DigiワールドSP ネオマジックパルサーXX」 - 2003年11月6日
- 「山佐DigiワールドSP 燃えよ!功夫淑女」 - 2006年4月27日
- 「山佐DigiワールドSP ジャイアントパルサー」 - 2006年9月7日

### PlayStation Portable用ソフト
- 「山佐Digiポータブル 祭の達人 ウィンちゃんの夏祭り」 - 2006年8月10日

### PlayStation 3用ソフト
- 「山佐DigiワールドSP パチスロ戦国無双」 - 2007年9月6日 - 開発：アイビー・アーツ
- 「山佐DigiワールドSP バウンティキラー」 - 2008年10月30日

## パソコン用ソフト
- 山佐Digiライトシリーズ

ナイツ ・ キングパルサー ・ ザクザク千両箱R ・ ワイルドウルフ ・ メガマックスR ・ 天下布武 ・ トゥエンティーセブン
- 山佐DigiライトSPシリーズ

祭の達人 ウィンちゃんの夏祭り ・ 燃えよ！功夫淑女 ・ 天下布武R ・ CRすーぱー福の神 ・ ジャイアントパルサー ・ キングオブキングパルサー